# Карл Фридрих Науман
Георг Амадеус Карл Фридрих Науман (на немски: Georg Amadeus Carl Friedrich Naumann) е германски изследовател, геолог.

## Биография
Роден е на 30 май 1797 година в Дрезден, Кралство Саксония, в семейство на музикант. Учи последователно във Фрайберг, Лайпциг и Йена, за да се дипломира окончателно през 1824 година в Лайпциг.
Още по време на следването си, през 1821 – 1822 година, изследва леденото плато Йостедалсбрее (855 кв. км, 2083 м), най-големия ледник в Континентална Европа (на север от Согне фиорд, в Норвегия).
През 1826 година е назначен за професор по кристалография в университета в Моос, Норвегия. През 1835 г. става професор по „геогнозия“ във Фрайберг, а от 1842 година е професор по минералогия и „геогнозия“ в Лайпциг. По време на пребиваването му в университета във Фрайберг е натоварен със задачата да изработи геоложка карта на Саксония. За тази цел от 1838 до 1846 година заедно с топографа Бернхард фон Кота извършва топографски и геоложки изследвания в Рудните планини (1244 м), разположени на границата между Чехия и Германия.
Умира на 26 ноември 1873 година в Лайпциг, Германия, на 76-годишна възраст.

## Памет
Неговото име носи кратер на Луната.